# Bareina
Bareina es una comuna o municipio del departamento de R'Kiz, en la región de Trarza, en Mauritania. En marzo de 2013 presentaba una población censada de 14 472 habitantes.
Se encuentra ubicada al suroeste del país, cerca de la costa del océano Atlántico, de la capital nacional, Nuakchot, y del río Senegal que la separa de Senegal.